# Erasmusbrug

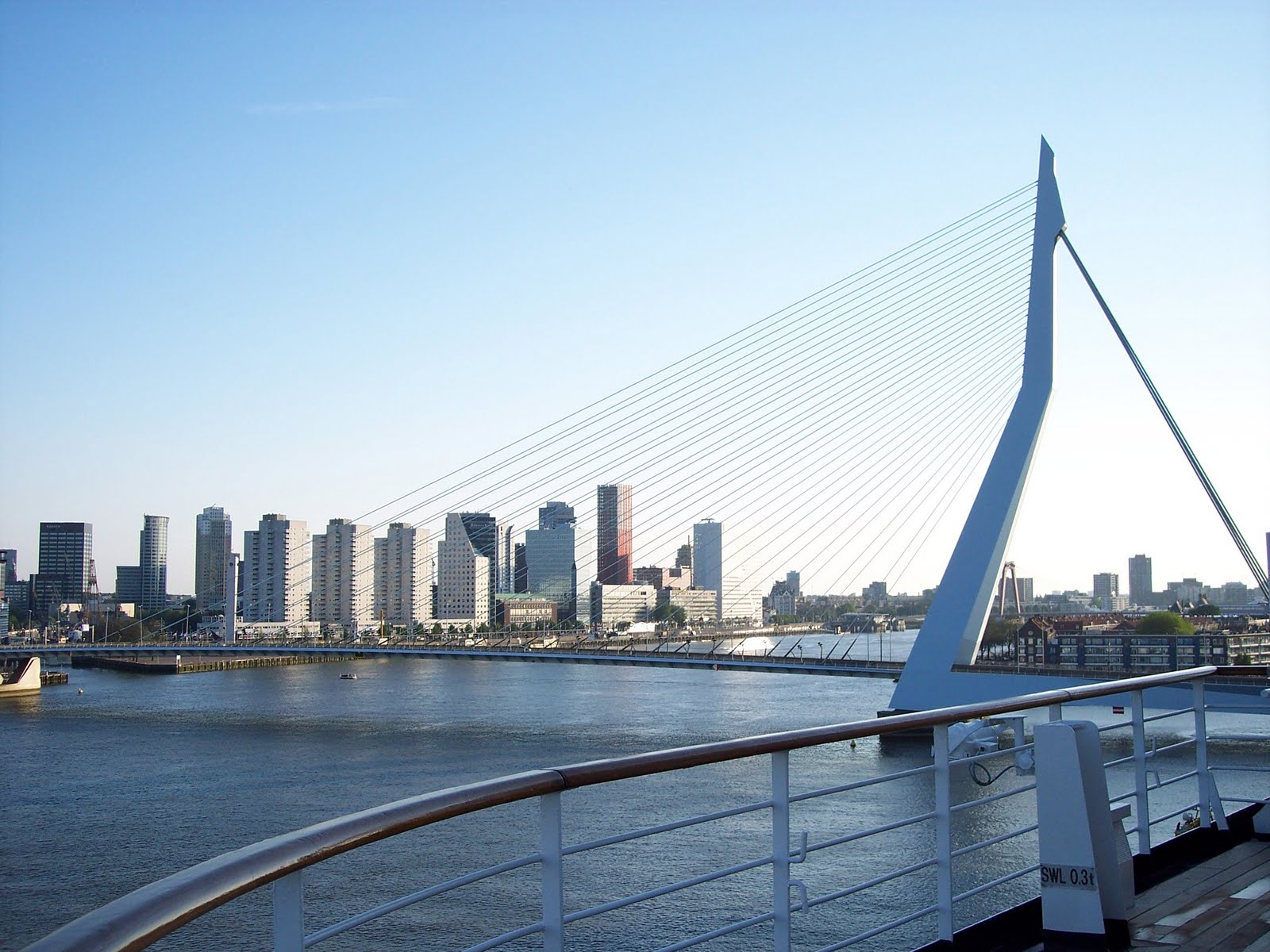
Rotterdam (Paesi Bassi): l'Erasmusbrug

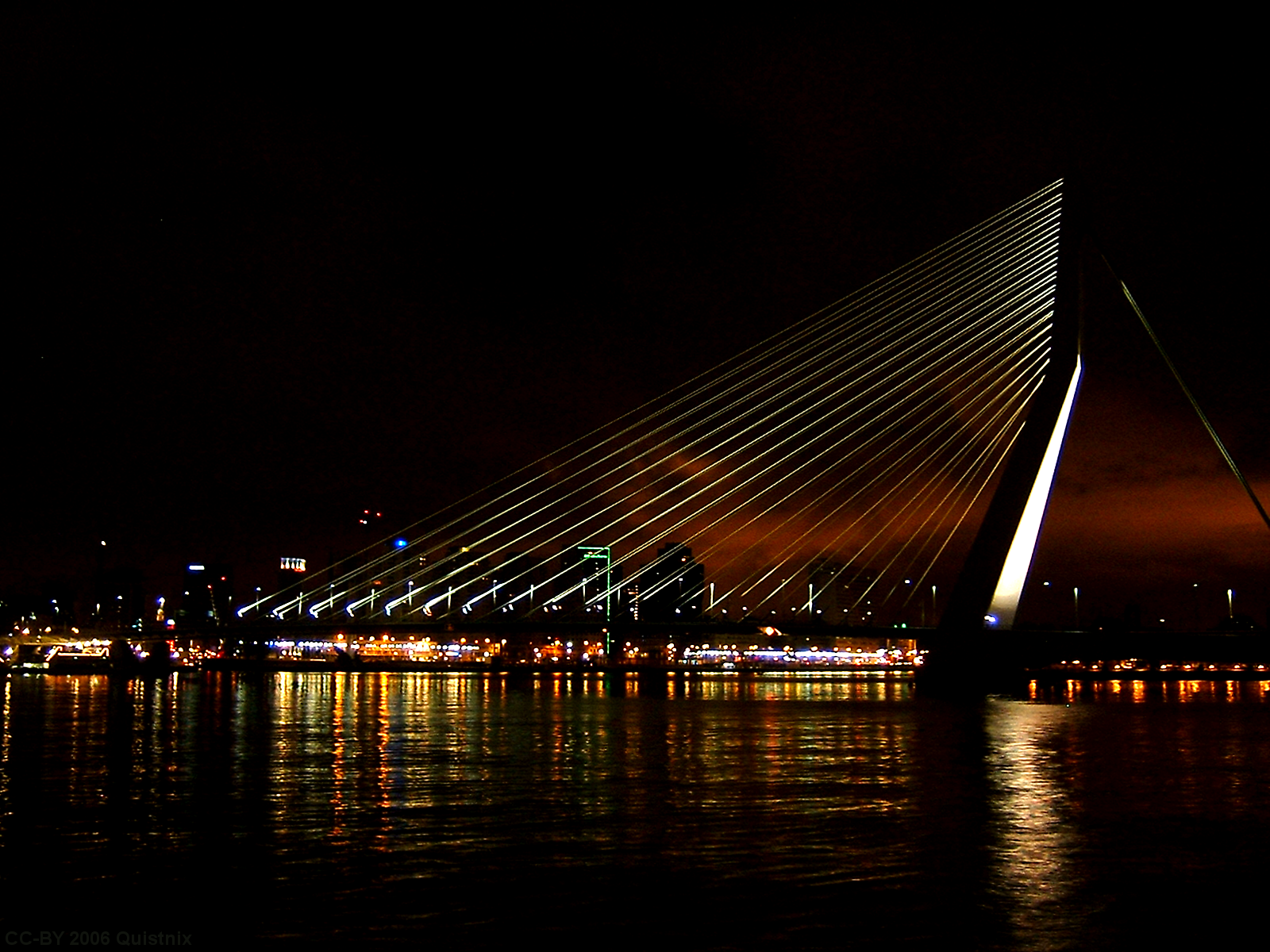
Immagine in notturna dell'Erasmusbrug

L'Erasmusbrug ("Ponte Erasmo"; pron.: /erazmøzbrøx/) è un celebre ponte sul fiume Nieuwe Maas, della città di Rotterdam, nei Paesi Bassi, costruito tra il 1989/1990 e il 1996 su progetto di Ben van Berkel. Collega il centro storico cittadino con il nuovo quartiere di Kop van Zuid. vecchia zona portuale dismessa che per il numero di opere contemporanee presenti, firmate da architetti di fama internazionale, ha portato a Rotterdam il titolo di Città dell'Architettura 2007.
Soprannominato - per la sua forma - "De Zwaan", ovvero "Il Cigno", è considerato uno dei simboli della città.

## Caratteristiche
Si tratta di un ponte basculante e di un ponte strallato.
Il ponte, realizzato in acciaio, misura 802 o 808 metri in lunghezza, raggiunge un'altezza massima di 139 metri e pesa 6.800 tonnellate.

Sua caratteristica che balza immediatamente agli occhi è il grande pilone inclinato che lo sorregge.
Sotto il ponte si trova anche un parcheggio che dispone di 340 posti-auto.
|  |  |

## Storia
La costruzione del ponte iniziò nel 1989/1990: i lavori di costruzione furono affidati a Ben van Berkel, architetto della UN Studio, il cui progetto superò quello di un ponte a 4 piloni realizzato dall'architetto del comune Marten Stuijs. Il sistema di stralli fu fornito dalla italiana Tensacciai.
La costruzione costò 400 milioni di fiorini, pari a circa 181 milioni di euro.
Il ponte fu inaugurato il 4 settembre 1996 alla presenza della regina Beatrice.
Dopo l'inaugurazione la struttura palesò dei problemi di oscillazione, per cui si rese necessaria l'installazione di nuove valvole aggiuntive.

## Curiosità
- Secondo un sondaggio fatto tra i cittadini di Rotterdam, il 75% degli intervistati riteneva che il progettista del ponte fosse Erasmo da Rotterdam.[8]
- Uno degli aspetti spettacolari del ponte è la resa cromatica. Di giorno il ponte si mimetizza con il colore del cielo, mentre di notte, il pilone e i cavi di sospensione illuminati da un colore bianco candido e brillante esaltano tutta l'eleganza della struttura